# Zemplín
Zemplín es un municipio del distrito de Trebišov en la región de Košice, Eslovaquia, con una población estimada a final del año 2024 de 367 habitantes.
Se encuentra ubicado al este de la región, en la cuenca hidrográfica del río Ondava (afluente del río Bodrog que, a su vez, lo es del Tisza), y cerca de la frontera con la región de Prešov y Hungría.

## Demografía
| Año        | 1994 | 2004    | 2014 | 2024    |
| ---------- | ---- | ------- | ---- | ------- |
| Población  | 405  | 400     | 380  | 367     |
| Diferencia |      | −1,23 % | −5 % | −3,42 % |

| Año        | 2023 | 2024 |
| ---------- | ---- | ---- |
| Población  | 367  | 367  |
| Diferencia |      | +0 % |